# فرناندا تفاريس
فرناندا تافاريس (مواليد في 22 سبتمبر 1980) عارضة أزياء برازيلية. ظهرت على غلاف مجلة فوغ. 

## حياتها الشخصية
متزوجة من الممثل البرازيلي موريلو روزا ولديهما ولدان.

## روابط خارجية
- فرناندا تفاريس على موقع IMDb (الإنجليزية)
- فرناندا تفاريس على موقع قاعدة بيانات الفيلم (الإنجليزية)
- فرناندا تفاريس على موقع كينوبويسك (الروسية)
- فرناندا تفاريس على موقع دليل عارضات الأزياء (الإنجليزية)